# Бурсак
Бурса́к (каз. Бұрсақ) — село у складі Уланського району Східноказахстанської області Казахстану. Входить до складу Єгінсуського сільського округу.
Населення — 72 особи (2021; 209 у 2009, 207 у 1999, 297 у 1989).
Національний склад станом на 1989 рік:
- казахи — 100 %